# Gråvingad källbäckslända
Gråvingad källbäckslända (Nemoura dubitans) är en bäcksländeart som beskrevs av Morton 1894. Gråvingad källbäckslända ingår i släktet Nemoura och familjen kryssbäcksländor. Enligt den finländska rödlistan är arten sårbar i Finland. Enligt den svenska rödlistan är arten sårbar i Sverige. Arten förekommer i Götaland och Svealand. Artens livsmiljö är källmiljöer. Inga underarter finns listade i Catalogue of Life.